# Premier ministre de l'Ontario
Le premier ministre de l'Ontario (anglais : Premier of Ontario) est le chef du gouvernement de la province canadienne de l'Ontario. Le premier ministre préside au Conseil exécutif (aussi appelé cabinet ou conseil des ministres) en tant que premier ministre du Roi.

## Historique
Le titre officiel du chef du parti au pouvoir est premier ministre et président du Conseil  (anglais : Premier and President of the Council ; bien qu'en français, le terme premier ministre soit utilisé partout, en anglais on réserve l'expression équivalente Prime Minister au premier ministre fédéral ; le premier ministre provincial est différencié de celui-ci en se faisant appeler Premier.) Le titulaire actuel est Doug Ford.
Lors de l'élection générale ontarienne du jeudi 12 juin 2014, Kathleen Wynne devient la première femme à être élue à une élection générale dans l'histoire de l'Ontario ainsi que la première lesbienne à être élue à une élection générale à une province canadienne.
Le premier ministre avec les plus longs états de service dans l'histoire de la province fut Oliver Mowat, qui fut en poste de 1872 à 1896. Le premier à occuper ce poste était John Sandfield Macdonald.
Un gouvernement néo-démocrate n'a été au pouvoir qu'une seule fois en Ontario, et ce dernier n'a duré qu'un mandat. Le premier ministre néo-démocrate Bob Rae a dirigé la province de 1990 à 1995 avant de s'incliner devant les progressistes-conservateurs de Mike Harris à l'élection suivante.

### Liste des premiers ministres ontariens
Voici une liste des premiers ministres de l'Ontario depuis la confédération canadienne de 1867.
| Rang | Image                                                                                            | Nom                                                          | Législature(s) et mandat(s)  | Législature(s) et mandat(s) | Événements | Durée du mandat            |
| ---- | ------------------------------------------------------------------------------------------------ | ------------------------------------------------------------ | ---------------------------- | --------------------------- | --- | -------------------------- |
| 1er  | Photo du 1er premier ministre de l'Ontario, John Sandfield Macdonald                             | John Sandfield Macdonald (Libéral-Conservateur) (1812-1872)  | 1re                          | 1867 - 1871                 | Les libéraux-conservateurs sont élus au gouvernement lors de l'élection de 1867. Mais son parti est défait lors de l'élection de 1871 battu par les libéraux. Il est le seul libéraux-conservateurs à prendre le pouvoir une seule fois. | 4 ans, 5 mois et 5 jours   |
| 2e   | Photo du 2e premier ministre de l'Ontario, Edward Blake                                          | Edward Blake (Libéral) (1833-1912)                           | ... 2e ...                   | 1871 - 1872                 | Son parti est élu au gouvernement à l'élection de 1871 il est le premier libéraux à prendre le pouvoir. Edward démissionne le 25 octobre 1872 pour se présenter au Parti libéral du Canada. | 10 mois et 5 jours         |
| 3e   | Photo du 3e premier ministre de l'Ontario, Oliver Mowat                                          | Oliver Mowat (Libéral) (1820-1903)                           | ... 2e 3e 4e 5e 6e 7e 8e ... | 1872 - 1896                 | Nouveau chef des libéraux. Réélu aux élections de 1875, 1879, 1883, 1886, 1890 et 1894. Il démissionne pour le poste du gouvernement pour être lieutenant-gouverneur de la province. | 23 ans, 8 mois et 26 jours |
| 4e   | Photo du 4e premier ministre de l'Ontario, Arthur Sturgis Hardy                                  | Arthur Sturgis Hardy (Libéral) (1837-1901)                   | ... 8e 9e ...                | 1896 - 1899                 | Nouveau chef des Libéraux. Réélu aux élections de 1898, mais démissionne le 20 octobre 1899. | 3 ans, 2 mois et 29 jours  |
| 5e   | Photo du 5e premier ministre de l'Ontario, George William Ross, 5e premier ministre de l'Ontario | George William Ross (Libéral) (1841-1914)                    | ... 9e 10e ...               | 1899 - 1905                 | Nouveau chef des libéraux. Réélu aux élections de 1902, mais son parti est défait à l'élection de 1905 battu par les conservateurs. | 5 ans, 3 mois et 19 jours  |
| 6e   | Photo du 6e premier ministre de l'Ontario, James Whitney                                         | James Whitney (Conservateur) (1843-1914)                     | ... 11e 12e 13e 14e ...      | 1905 - 1914                 | Son parti est élu au gouvernement à l'élection de 1905. Réélu aux élections de 1908, 1911 et de 1914. Meurt en fonction le 25 septembre 1914. Il est le premier conservateur à prendre le pouvoir. | 9 ans, 7 mois et 17 jours  |
| 7e   | Photo du 7e premier ministre de l'Ontario, William Hearst                                        | William Hearst (Conservateur) (1864-1941)                    | ... 14e ...                  | 1914 - 1919                 | Nouveau chef des conservateurs. Son parti est défait à l'élection de 1919 battu par les united farmers. | 5 ans, 1 mois et 12 jours  |
| 8e   | Photo du 8e premier ministre de l'Ontario, Ernest Charles Drury                                  | Ernest Charles Drury (Unité Fermiers) (1878-1968)            | ... 15e ...                  | 1919 - 1923                 | Remporte l'élection de 1919, son gouvernement est au pouvoir pendant 3 ans. Son parti est défait à l'élection de 1923 battu par les conservateurs. Il est le seul united farmers à avoir réussi à prendre le pouvoir. | 3 ans, 7 mois et 2 jours   |
| 9e   | Photo du 9e premier ministre de l'Ontario, Howard Ferguson                                       | Howard Ferguson (Conservateur) (1870-1946)                   | ... 16e 17e 18e ...          | 1923 - 1930                 | Remporte l'élection de 1923. Réélu aux élections de 1926 et 1929. Il démissionne le 16 décembre 1930. | 7 ans et 5 mois            |
| 10e  | Photo du 10e premier ministre de l'Ontario, George Stewart Henry                                 | George Stewart Henry (Conservateur) (1871-1958)              | ... 18e ...                  | 1930 - 1934                 | Nouveau chef des conservateurs. Son parti est défait à l'élection de 1934 battu par les libéraux. Il est le dernier conservateur au pouvoir. | 3 ans, 6 mois et 24 jours  |
| 11e  | Photo du 11e premier ministre de l'Ontario, Mitchell Hepburn                                     | Mitchell Hepburn (Libéral) (1896-1953)                       | ... 19e 20e ...              | 1934 - 1942                 | Remporte l'élection de 1934. Il est réélu aux élections de 1937. Il démissionne le 21 octobre 1942 pour se présenter au cabinet fédéral. | 8 ans, 3 mois et 11 jours  |
| 12e  | Photo du 12e premier ministre de l'Ontario, Gordon Daniel Conant                                 | Gordon Daniel Conant (Libéral) (1885-1953)                   | ... 20e ...                  | 1942 - 1943                 | Chef intérimaire des libéraux du 21 octobre 1942 au 18 mai 1943. | 6 mois et 27 jours         |
| 13e  | Photo du 13e premier ministre de l'Ontario, Harry Nixon                                          | Harry Nixon (Libéral) (1891-1961)                            | ... 20e ...                  | 1943                        | Nouveau chef des libéraux. Son parti est défait à l'élection de 1943 battu par les progressiste-conservateurs. | 2 mois et 30 jours         |
| 14e  | Photo du 14e premier ministre de l'Ontario, George Drew                                          | George Drew (Progressiste-Conservateur) (1894-1973)          | ... 21e 22e 23e ...          | 1943 - 1948                 | Son parti est élu à l'élection de 1943. Réélu aux élections de 1945 et de 1948. Il démissionne le 19 octobre 1948 pour se présenter au Parti progressiste-conservateur du Canada. Son mandat inaugura une présence au pouvoir du Parti progressiste-conservateur de l'Ontario pendant 42 ans dans cette province. Il est le premier progressiste-conservateur à prendre le pouvoir. | 5 ans, 3 mois et 2 jours   |
| 15e  | Photo du 15e premier ministre de l'Ontario, Thomas Kennedy                                       | Thomas Laird Kennedy (Progressiste-Conservateur) (1878-1959) | ... 23e ...                  | 1948 - 1949                 | Chef intérimaire des progressiste-conservateurs du 19 octobre 1948 au 4 mai 1949. | 5 mois et 15 jours         |
| 16e  | Photo du 16e premier ministre de l'Ontario, Leslie Frost                                         | Leslie Frost (Progressiste-Conservateur) (1895-1973)         | ... 23e 24e 25e 26e ...      | 1949 - 1961                 | Nouveau chef des progressiste-conservateurs. Réélu aux élections de 1951, 1955 et 1959. Il prend sa retraite le 8 novembre 1961. | 12 ans, 6 mois et 4 jours  |
| 17e  |                                                                                                  | John Robarts (Progressiste-Conservateur) (1917-1982)         | ... 26e 27e 28e 29e ...      | 1961 - 1971                 | Nouveau chef des progressiste-conservateurs. Réélu aux élections de 1963 et 1967. Il démissionne le 1er mars 1971. | 9 ans, 3 mois et 21 jours  |
| 18e  |                                                                                                  | Bill Davis (Progressiste-Conservateur) (1929-2021)           | ... 29e 30e 31e 32e ...      | 1971 - 1985                 | Nouveau chef des progressiste-conservateurs. Réélu aux élections de 1971, 1975, 1977 et 1981. Il démissionne le 8 février 1985. | 13 ans, 11 mois et 7 jours |
| 19e  |                                                                                                  | Frank Stuart Miller (Progressiste-Conservateur) (1927-2000)  | ... 32e ...                  | 1985                        | Nouveau chef des progressiste-conservateurs. Son parti est défait à l'élection de 1985 battu par les libéraux. | 4 mois et 18 jours         |
| 20e  | Photo du 20e premier ministre de l'Ontario, David Peterson                                       | David Peterson (Libéral) (n. 1943)                           | ... 33e 34e ...              | 1985 - 1990                 | Remporte l'élection de 1985. Réélu à l'élection de 1987. Son parti est défait à celle de 1990 battu par les néo-démocrates. Il a été le premier libéraux à diriger le gouvernement en 42 ans. | 5 ans, 3 mois et 5 jours   |
| 21e  | Photo du 21e premier ministre de l'Ontario, Bob Rae                                              | Bob Rae (Néo-Démocrate) (n. 1948)                            | ... 35e ...                  | 1990 - 1995                 | Remporte l'élection de 1990, mais est défait à celle de 1995 battu par les progressiste-conservateurs. Il est le premier néo-démocrate à prendre le pouvoir. | 4 ans, 8 mois et 27 jours  |
| 22e  |                                                                                                  | Mike Harris (Progressiste-Conservateur) (n. 1945)            | ... 36e 37e ...              | 1995 - 2002                 | Son parti remporte l'élection de 1995 puis réélu à l'élection de 1999. Il démissionne le 15 avril 2002. | 6 ans, 9 mois et 18 jours  |
| 23e  |                                                                                                  | Ernie Eves (Progressiste-Conservateur) (n. 1946)             | ... 37e ...                  | 2002 - 2003                 | Nouveau chef des progressiste-conservateurs. Son parti est défait à l'élection de 2003 battu par les Libéraux. | 1 an, 6 mois et 8 jours    |
| 24e  | Photo du 24e premier ministre de l'Ontario, Dalton McGuinty                                      | Dalton McGuinty (Libéral) (n. 1955)                          | ... 38e 39e 40e...           | 2003 - 2013                 | Son parti est élu à l'élection de 2003, puis réélu aux élections de 2007 et enfin aux élections de 2011. | 9 ans, 3 mois et 19 jours  |
| 25e  | Photo de la 25e première ministre de l'Ontario, Kathleen Wynne                                   | Kathleen Wynne (Libéral) (n. 1953)                           | ... 40e 41e ...              | 2013 - 2018                 | Elle succède à Dalton McGuinty en janvier 2013, à la suite de sa démission en novembre 2012. Elle est réélue à la tête d'un gouvernement majoritaire en 2014. | 5 ans, 4 mois et 18 jours  |
| 26e  | Photo du 26e premier ministre de l'Ontario, Doug Ford                                            | Doug Ford (Progressiste-Conservateur) (n. 1964)              | ... 42e 43e ...              | 2018 -                      | Son parti est élu majoritairement à l'élection de 2018 et réélu avec une majorité absolue à celle de 2022. | 6 ans, 8 mois et 18 jours  |

1Entente formelle avec le Nouveau Parti démocratique de l'Ontario pour maintenir la confiance de l'Assemblée legislative entre 1985 et 1987.

### Faits et anecdotes
Fait intéressant, deux tiers des premiers ministres ontariens ont été francs-maçons, alors que ceux-ci ne représentent qu'une infime partie de la population. La plupart des dénominations chrétiennes ont condamné cette organisation.
| Premiers ministres ayant été le plus longtemps en fonction | Premiers ministres ayant été le plus longtemps en fonction | Premiers ministres ayant été le plus longtemps en fonction |
| ---------------------------------------------------------- | ---------------------------------------------------------- | ---------------------------------------------------------- |
|                                                            | Bill Davis                                                 | 13 ans                                                     |
|                                                            | Leslie Frost                                               | 12 ans                                                     |
|                                                            | Oliver Mowat                                               | 23 ans                                                     |

| Premiers ministres ayant été le moins longtemps en fonction | Premiers ministres ayant été le moins longtemps en fonction | Premiers ministres ayant été le moins longtemps en fonction |
| ----------------------------------------------------------- | ----------------------------------------------------------- | ----------------------------------------------------------- |
|                                                             | Thomas Laird Kennedy                                        | 69 jours                                                    |
|                                                             | Harry Nixon                                                 | 92 jours                                                    |
|                                                             | Frank Stuart Miller                                         | 139 jours                                                   |
|                                                             | Gordon Daniel Conant                                        | 210 jours                                                   |

|  | William Hearst       |
|  | George Stewart Henry |
|  | Gordon Daniel Conant |
|  | Harry Nixon          |
|  | Thomas Laird Kennedy |
|  | Frank Stuart Miller  |
|  | Ernie Eves           |

### Anciens premiers ministres encore vivants
Depuis août 2021, six anciens premiers ministres ontariens étaient encore en vie, le plus vieux étant David Peterson (1985-1990), né en 1943). Le dernier premier ministre à mourir est Bill Davis (1971-1985) le 8 août 2021. James Whitney (1905-1914) fut le seul premier ministre à mourir au cours de son mandat.
| Nom             | Terme     | Date de naissance |
| --------------- | --------- | ----------------- |
| David Peterson  | 1985–1990 | 28 décembre 1943  |
| Bob Rae         | 1990–1995 | 2 août 1948       |
| Mike Harris     | 1995–2002 | 23 janvier 1945   |
| Ernie Eves      | 2002–2003 | 17 juin 1946      |
| Dalton McGuinty | 2003–2013 | 19 juillet 1955   |
| Kathleen Wynne  | 2013–2018 | 21 mai 1953       |